# Ахтанизовски лиман
Ахтанизовски лиман (рус. Ахтани́зовский лиман) језеро је лиманског порекла у делти реке Кубањ, на северу Таманског полуострва. Налази се на западу Краснодарске покрајине Русије, неких десетак километара западно од града Темрјука, а његова целокупна акваторија административно припада Темрјучком рејону. Део је знатно пространије групације Кубањских лимана.
Површина акваторије лимана је око 94 km², а просечна дубина воде у њему око 1,6 метара. Лиман се налази у акваторији Азовског мора од којег је одвојен уском пешчаном косом. Главни извор слатке воде у језеру је рукавац Козачки јерик који се одваја од главног тока реке Кубањ.
На његовој јужној обали налази се станица Старотитаровскаја, а на северу је станица Голубицкаја.